# Carronella pellucida
Carronella pellucida (Alder & Hancock, 1843) è un mollusco nudibranchio della famiglia Flabellinidae.